# Трьохгорний
Трьохгорний (рос. Трёхгорный) — місто, ЗАТО в Росії, в Челябінській області. За радянських часів місто було секретним і називалося Златоуст-36, незважаючи на те, що місто знаходиться на відстані близько 100 км від Златоуста, поруч з містом Юрюзань.
Чисельність населення Трьохгорного міського округу на початок 2025 року склала 32,4 тис. осіб. Місто розташоване на річці Юрюзань.

## Історія
Постановою Ради Міністрів СРСР від 24 січня 1952 року № 342—135сс/оп було прийнято рішення про будівництво заводу № 933 (Приладобудівний завод — ПСЗ) з виробництва атомних бомб. Директором заводу був призначений Костянтин Арсенійович Володін, який раніше очолював серійний завод № 551 КБ-11.
9 квітня 1952 року в селище Василівка на залізничну станцію «Красна Гірка» прибув перший ешелон будівельників.
17 березня 1954 року створено робітниче селище при п/с 17 (союзному заводі № 933).
1 серпня 1955 року завод приступив до виконання першого державного замовлення. У серпні того ж року були випущені дві тактичні авіаційні атомні бомби РДС-4 «Тетяна».
27 жовтня 1955 року робітниче селище перетворене в місто районного підпорядкування Златоуст-20.
1 січня 1967 року Златоуст-20 перейменовано в Златоуст-36.
29 жовтня 1993 року Златоуст-36 перейменовано в Трьохгорний і введений до складу адміністративно-територіального поділу Челябінської області.

## Економіка
У місті зареєстровано 635 організацій, з яких близько 200 відноситься до категорії великих і середніх.
Основне підприємство міста — «Приладобудівний завод» (займається виробництвом приладів для атомних електростанцій).
Неподалік від Трьохгорного проходить межа ФДМ «Південно-Уральський державний природний заповідник», розташованого на території Челябінської області і республіки Башкортостан, з унікальною флорою і фауною (опис в журналах «Московські куранти» і «Білоріччя»).

## Транспорт
З автовокзалу слідують рейси в Челябінськ, Уфу (Сим, Аша), Златоуст (Бакал, Сатка), Катав-Івановськ, Юрюзань.